# Асселино, Шарль

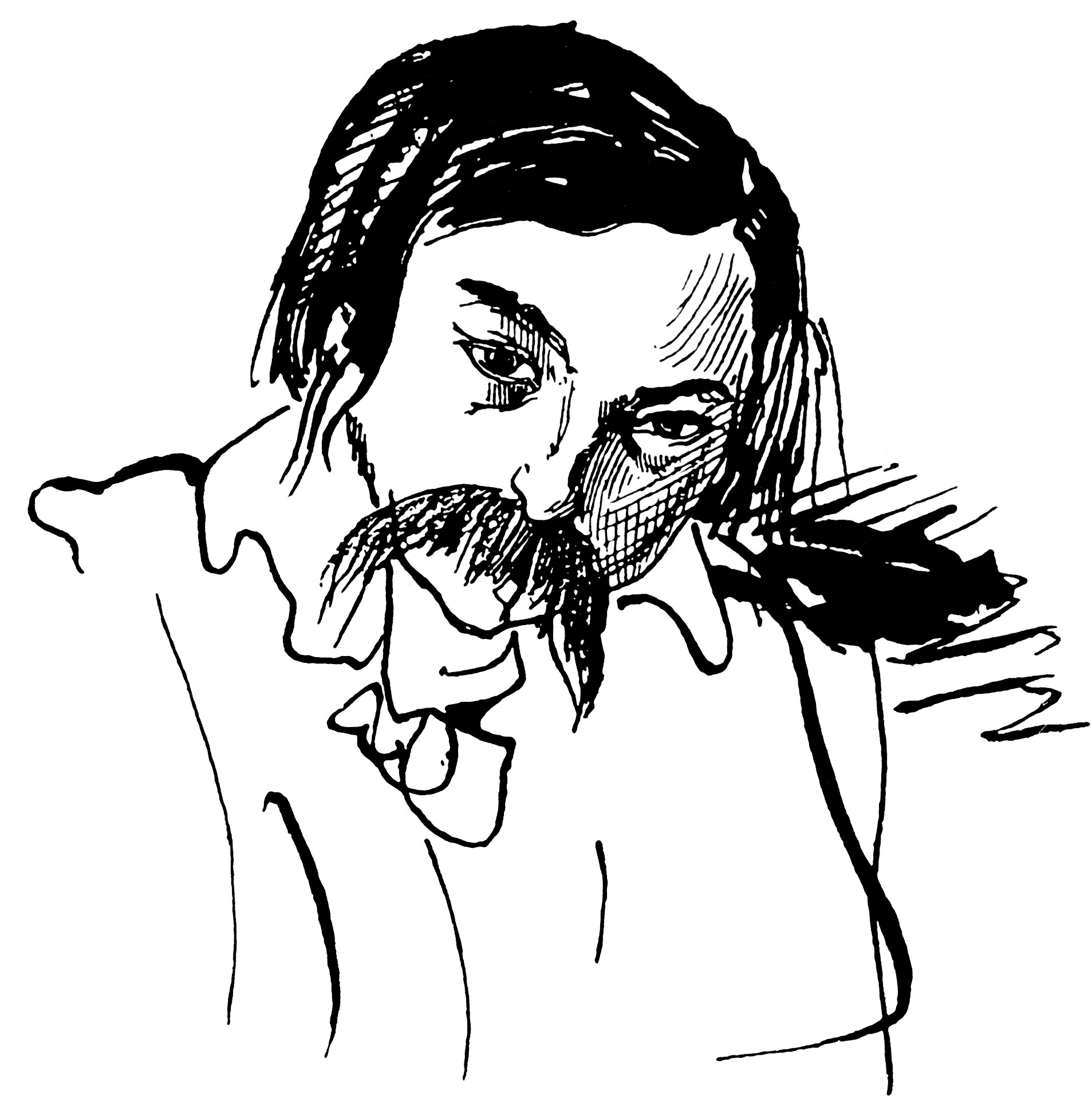
Шарль Асселино. Рисунок Ш. Бодлера.1850

Шарль Асселино (фр. Charles Asselineau; 13 марта 1820, Париж — 25 июля 1874, Шатель-Гийон, Пюи-де-Дом, Овернь) — французский писатель, искусствовед и историк литературы.

## Биография
Окончил колледж Бурбон (ныне Лицей Кондорсе).
В 1859 стал библиотекарем бывшей императорской (Мазарининской), а позже национальной библиотеки Франции в Париже.
Автор многих сочинений по истории литературы и искусств, из которых более замечательны:
- «J. de Schelandre» (1854),
- «André Boulle, ébéniste de Louis XIV» (1854),
- «Les albums et les autographes» (1855),
- «Histoire du sonnet pour servir à l’histoire de la poésie française» (1855),
- «La double vie» (1858),
- «L’enfer du bibliophile» (1860),
- «Le Paradis des gens de lettres» (1862),
- «Mélanges tirés d’une petite bibliothèque romantique» (1866),
- «Charles Baudelaire» (1869),
- «L’Italie et Constantinople» (1869),
- «André Boulle, ébéniste de Louis XIV» (1872),
- «Bibliographie romantique» (1872),
- «Les Sept péchés capitaux de la littérature» (1872).

Свои статьи и исследовательские работы публиковал в либеральных литературных и художественных журналах и газетах, написал ряд монографии в области литературы и археологии.
В 1845 году встретил Шарля Бодлера и стал его верным другом на всю жизнь. В 1869 году написал первую биографию Бодлера: «Шарль Бодлер, его жизнь и деятельность».